# NGC 5518
NGC 5518 ist eine 14,0 mag helle linsenförmige Galaxie vom Hubble-Typ E-S0 im Sternbild Bärenhüter und etwa 216 Millionen Lichtjahre von der Milchstraße entfernt.
Sie wurde am 10. Mai 1882 von Édouard Stephan entdeckt.